# Galicia, Mexiko
Galicia är en ort i Mexiko.   Den ligger i kommunen Chicomuselo och delstaten Chiapas, i den sydöstra delen av landet, 800 km sydost om huvudstaden Mexico City. Galicia ligger 637 meter över havet och antalet invånare är 416.
Terrängen runt Galicia är varierad. Runt Galicia är det ganska glesbefolkat, med 42 invånare per kvadratkilometer. Närmaste större samhälle är Chicomuselo, 8,1 km öster om Galicia. I omgivningarna runt Galicia växer huvudsakligen savannskog.